# Eniwa, Hokkaidō
Eniwa (恵庭市 Eniwa-shi) là thành phố thuộc phó tỉnh Ishikari, Hokkaidō, Nhật Bản. Tính đến ngày 1 tháng 10 năm 2020, dân số ước tính thành phố là 70.331 người và mật độ dân số là 240 người/km2. Tổng diện tích thành phố là 294,6 km2.

## Địa lý

### Khí hậu
| Dữ liệu khí hậu của Eniwa, Hokkaidō     | Dữ liệu khí hậu của Eniwa, Hokkaidō | Dữ liệu khí hậu của Eniwa, Hokkaidō | Dữ liệu khí hậu của Eniwa, Hokkaidō | Dữ liệu khí hậu của Eniwa, Hokkaidō | Dữ liệu khí hậu của Eniwa, Hokkaidō | Dữ liệu khí hậu của Eniwa, Hokkaidō | Dữ liệu khí hậu của Eniwa, Hokkaidō | Dữ liệu khí hậu của Eniwa, Hokkaidō | Dữ liệu khí hậu của Eniwa, Hokkaidō | Dữ liệu khí hậu của Eniwa, Hokkaidō | Dữ liệu khí hậu của Eniwa, Hokkaidō | Dữ liệu khí hậu của Eniwa, Hokkaidō | Dữ liệu khí hậu của Eniwa, Hokkaidō |
| Tháng                                   | 1                                   | 2                                   | 3                                   | 4                                   | 5                                   | 6                                   | 7                                   | 8                                   | 9                                   | 10                                  | 11                                  | 12                                  | Năm                                 |
| --------------------------------------- | ----------------------------------- | ----------------------------------- | ----------------------------------- | ----------------------------------- | ----------------------------------- | ----------------------------------- | ----------------------------------- | ----------------------------------- | ----------------------------------- | ----------------------------------- | ----------------------------------- | ----------------------------------- | ----------------------------------- |
| Cao kỉ lục °C (°F)                      | 7.6 (45.7)                          | 7.6 (45.7)                          | 14.8 (58.6)                         | 25.7 (78.3)                         | 31.4 (88.5)                         | 31.1 (88.0)                         | 34.0 (93.2)                         | 34.3 (93.7)                         | 31.8 (89.2)                         | 25.2 (77.4)                         | 20.5 (68.9)                         | 14.5 (58.1)                         | 34.3 (93.7)                         |
| Trung bình ngày tối đa °C (°F)          | −1.5 (29.3)                         | −0.6 (30.9)                         | 3.4 (38.1)                          | 10.7 (51.3)                         | 16.7 (62.1)                         | 20.2 (68.4)                         | 23.7 (74.7)                         | 25.1 (77.2)                         | 21.9 (71.4)                         | 15.7 (60.3)                         | 8.1 (46.6)                          | 1.0 (33.8)                          | 12.0 (53.7)                         |
| Trung bình ngày °C (°F)                 | −6.2 (20.8)                         | −5.5 (22.1)                         | −0.9 (30.4)                         | 5.4 (41.7)                          | 11.1 (52.0)                         | 15.2 (59.4)                         | 19.1 (66.4)                         | 20.6 (69.1)                         | 16.8 (62.2)                         | 10.2 (50.4)                         | 3.4 (38.1)                          | −3.5 (25.7)                         | 7.1 (44.9)                          |
| Tối thiểu trung bình ngày °C (°F)       | −12.8 (9.0)                         | −12.5 (9.5)                         | −6.5 (20.3)                         | 0.1 (32.2)                          | 5.9 (42.6)                          | 11.1 (52.0)                         | 15.7 (60.3)                         | 16.9 (62.4)                         | 11.8 (53.2)                         | 4.4 (39.9)                          | −1.6 (29.1)                         | −9.2 (15.4)                         | 1.9 (35.5)                          |
| Thấp kỉ lục °C (°F)                     | −26.8 (−16.2)                       | −26.9 (−16.4)                       | −21.1 (−6.0)                        | −12.6 (9.3)                         | −2.5 (27.5)                         | 0.7 (33.3)                          | 7.0 (44.6)                          | 6.0 (42.8)                          | 0.2 (32.4)                          | −4.6 (23.7)                         | −15.1 (4.8)                         | −22.0 (−7.6)                        | −26.9 (−16.4)                       |
| Lượng Giáng thủy trung bình mm (inches) | 53.1 (2.09)                         | 52.7 (2.07)                         | 53.5 (2.11)                         | 56.9 (2.24)                         | 82.4 (3.24)                         | 85.5 (3.37)                         | 107.0 (4.21)                        | 153.8 (6.06)                        | 152.1 (5.99)                        | 109.1 (4.30)                        | 87.9 (3.46)                         | 67.4 (2.65)                         | 1.061,4 (41.79)                     |
| Lượng tuyết rơi trung bình cm (inches)  | 155 (61)                            | 140 (55)                            | 96 (38)                             | 8 (3.1)                             | 0 (0)                               | 0 (0)                               | 0 (0)                               | 0 (0)                               | 0 (0)                               | 1 (0.4)                             | 19 (7.5)                            | 116 (46)                            | 535 (211)                           |
| Số ngày mưa trung bình                  | 12.9                                | 11.9                                | 12.1                                | 9.9                                 | 10.4                                | 8.6                                 | 10.3                                | 11.2                                | 11.5                                | 12.1                                | 12.8                                | 12.0                                | 135.7                               |
| Số ngày tuyết rơi trung bình            | 18.4                                | 16.1                                | 11.8                                | 1.0                                 | 0.0                                 | 0.0                                 | 0.0                                 | 0.0                                 | 0.0                                 | 0.0                                 | 2.1                                 | 13.1                                | 62.5                                |
| Số giờ nắng trung bình tháng            | 102.7                               | 109.1                               | 151.0                               | 171.3                               | 179.4                               | 151.8                               | 135.2                               | 143.5                               | 156.6                               | 148.6                               | 111.5                               | 96.4                                | 1.657,1                             |
| Nguồn 1: Cục Khí tượng Nhật Bản         |                                     |                                     |                                     |                                     |                                     |                                     |                                     |                                     |                                     |                                     |                                     |                                     |                                     |
| Nguồn 2: Cục Khí tượng Nhật Bản         |                                     |                                     |                                     |                                     |                                     |                                     |                                     |                                     |                                     |                                     |                                     |                                     |                                     |

## Văn hóa

### Thành phố kết nghĩa
- Waki, Yamaguchi,  Nhật Bản (1979)
- Timaru,  New Zealand (2008)